# Fredmund Malik
Pour les articles homonymes, voir Malik.
Fredmund Malik, né le 1er septembre 1944 à Lustenau dans le Vorarlberg, est un économiste autrichien spécialisé dans le domaine du management.

## Biographie
Fredmund Malik a été professeur de 1974 à 2004 à l'Université de Saint-Gall à la chaire de General Corporate Management, Governance and Leadership.
Il a rédigé plus de 300 ouvrages   dans le domaine de la gestion de la complexité, de la gouvernance et le leadership. Son livre phare Führen Leisten Leben: Wirksames Management für eine neue Welt  (ISBN 978-3593501277) a été traduit dans de nombreuses langues, notamment en français (voir Publications).

## Publications
- Le Management Efficace - Diriger, réussir, vivre, 2008    (ISBN 978-2717853964)